# Behind the Wheel
Behind the Wheel este o piesă a formației britanice Depeche Mode. Piesa a apărut pe albumul Music for the Masses, în 1987.